# Phlogophora grisea
Phlogophora grisea là một loài bướm đêm trong họ Noctuidae.